# Ісмо Камесакі
Ісмо Ісамі Камесакі (фін. Ismo Isamy Kamesaki; нар. 3 лютого 1970, Куусанкоскі (нині частина міста Коувола), провінція Кюменлааксо) — фінський борець греко-римського стилю, срібний призер чемпіонату Європи, бронзовий призер Кубку світу, чемпіон та дворазовий срібний призер Північних чемпіонатів, учасник Олімпійських ігор.

## Життєпис
Боротьбою почав займатися з 1978 року. У 1987 році став бронзовим призером чемпіонату Європи серед юніорів. У 1990 році здобув срібну медаль чемпіонату Європи серед молоді.
Виступав за спортивний клуб «Voikkaan Viesti». Тренер — Саулі Хейнонен.

## Спортивні результати на міжнародних змаганнях

### Виступи на Олімпіадах
| Змагання                    | Збірна    | Вагова категорія                 | Місце |
| --------------------------- | --------- | -------------------------------- | ----- |
| Літні Олімпійські ігри 1992 | Фінляндія | греко-римська боротьба, до 52 кг | 7     |

### Виступи на Чемпіонатах світу
| Змагання                        | Збірна    | Вагова категорія                 | Місце |
| ------------------------------- | --------- | -------------------------------- | ----- |
| Чемпіонат світу з боротьби 1991 | Фінляндія | греко-римська боротьба, до 52 кг | 20    |
| Чемпіонат світу з боротьби 1998 | Фінляндія | греко-римська боротьба, до 63 кг | 29    |

### Виступи на Чемпіонатах Європи
| Змагання                         | Збірна    | Вагова категорія                 | Місце  |
| -------------------------------- | --------- | -------------------------------- | ------ |
| Чемпіонат Європи з боротьби 1989 | Фінляндія | греко-римська боротьба, до 52 кг | Срібло |
| Чемпіонат Європи з боротьби 1990 | Фінляндія | греко-римська боротьба, до 52 кг | 5      |
| Чемпіонат Європи з боротьби 1991 | Фінляндія | греко-римська боротьба, до 52 кг | 6      |
| Чемпіонат Європи з боротьби 1995 | Фінляндія | греко-римська боротьба, до 57 кг | 10     |
| Чемпіонат Європи з боротьби 1997 | Фінляндія | греко-римська боротьба, до 58 кг | 7      |

### Виступи на Кубках світу
| Змагання                    | Збірна    | Вагова категорія                 | Місце  |
| --------------------------- | --------- | -------------------------------- | ------ |
| Кубок світу з боротьби 1993 | Фінляндія | греко-римська боротьба, до 57 кг | Бронза |

### Виступи на Північних чемпіонатах
| Змагання                            | Збірна    | Вагова категорія                 | Місце  |
| ----------------------------------- | --------- | -------------------------------- | ------ |
| Північний чемпіонат з боротьби 1991 | Фінляндія | греко-римська боротьба, до 57 кг | Срібло |
| Північний чемпіонат з боротьби 1996 | Фінляндія | греко-римська боротьба, до 62 кг | Срібло |
| Північний чемпіонат з боротьби 1998 | Фінляндія | греко-римська боротьба, до 63 кг | Золото |

### Виступи на інших змаганнях
| Змагання                           | Збірна    | Вагова категорія                 | Місце  |
| ---------------------------------- | --------- | -------------------------------- | ------ |
| Кубок Вантаа з боротьби 1997       | Фінляндія | греко-римська боротьба, до 63 кг | Бронза |
| Гран-прі Німеччини з боротьби 1998 | Фінляндія | греко-римська боротьба, до 63 кг | 4      |

### Виступи на змаганнях молодших вікових груп
| Змагання                                          | Збірна    | Вагова категорія                 | Місце  |
| ------------------------------------------------- | --------- | -------------------------------- | ------ |
| Північний чемпіонат з боротьби серед юніорів 1987 | Фінляндія | греко-римська боротьба, до 48 кг | Золото |
| Чемпіонат Європи з боротьби серед юніорів 1987    | Фінляндія | греко-римська боротьба, до 50 кг | Бронза |
| Північний чемпіонат з боротьби серед юніорів 1990 | Фінляндія | греко-римська боротьба, до 57 кг | Срібло |
| Чемпіонат Європи з боротьби серед молоді 1988     | Фінляндія | греко-римська боротьба, до 52 кг | 4      |
| Чемпіонат світу з боротьби серед молоді 1989      | Фінляндія | греко-римська боротьба, до 52 кг | 4      |
| Чемпіонат Європи з боротьби серед молоді 1990     | Фінляндія | греко-римська боротьба, до 52 кг | Срібло |